# Stromanthe papillosa
Stromanthe papillosa är en strimbladsväxtart som beskrevs av Otto Georg Petersen. Stromanthe papillosa ingår i släktet broktoppar, och familjen strimbladsväxter. Inga underarter finns listade.